# Хайдар
Хайда́р (1775—1826, годы правления 1800—1826) — четвёртый правитель узбекской династии Мангытов Бухарского эмирата, старший сын эмира Шахмурада.

## Биография
Хайдар был старшим сыном эмира Шахмурада, а его матерью была дочь Абулфейз-хана, который был чингизидом, но имел также непрямые генетические корни, восходящие к пророку Мухаммеду. Вероятно, по это причине Хайдар использовал в своей титулатуре эпитет «сеид». Монеты, выпущенные им, также несут приставку «сеид».
Генеалогия Хайдара выглядела следующим образом:
| Худаяр-бий | Худаяр-бий | Худаяр-бий | Худаяр-бий | Худаяр-бий | Худаяр-бий |  |  | Абулфейз-хан | Абулфейз-хан | Абулфейз-хан | Абулфейз-хан | Абулфейз-хан | Абулфейз-хан |  |  |  |  |  |  |  |  |  |  |  |  |  |  |
| Худаяр-бий | Худаяр-бий | Худаяр-бий | Худаяр-бий | Худаяр-бий | Худаяр-бий |  |  | Абулфейз-хан | Абулфейз-хан | Абулфейз-хан | Абулфейз-хан | Абулфейз-хан | Абулфейз-хан |  |  |  |  |  |  |  |  |  |  |  |  |  |  |
| Даниял-бий |            |            |            |            |            |  |  |              |              |              |              |              |              |  |  |  |  |  |  |  |  |  |  |  |  |  |  |
|            |            |            |            |            |            |  |  |              |              |              |              |              |              |  |  |  |  |  |  |  |  |  |  |  |  |  |  |
| Шахмурад   | Шахмурад   | Шахмурад   | Шахмурад   | Шахмурад   | Шахмурад   |  |  | Юлдуз-бегим  | Юлдуз-бегим  | Юлдуз-бегим  | Юлдуз-бегим  | Юлдуз-бегим  | Юлдуз-бегим  |  |  |  |  |  |  |  |  |  |  |  |  |  |  |
| Шахмурад   | Шахмурад   | Шахмурад   | Шахмурад   | Шахмурад   | Шахмурад   |  |  | Юлдуз-бегим  | Юлдуз-бегим  | Юлдуз-бегим  | Юлдуз-бегим  | Юлдуз-бегим  | Юлдуз-бегим  |  |  |  |  |  |  |  |  |  |  |  |  |  |  |
|            |            |            |            |            |            |  |  |              |              |              |              |              |              |  |  |  |  |  |  |  |  |  |  |  |  |  |  |
|            |            |            |            | Хайдар     |            |  |  |              |              |              |              |              |              |  |  |  |  |  |  |  |  |  |  |  |  |  |  |

В момент смерти отца Хайдар находился в Каршах, откуда был вызван в Бухару. Здесь был проведён традиционный обряд коронации — поднятия на белой кошме, за концы которого держались накиб, аталык, диванбеги и парваначи. На том основании, что мать его была дочерью чингизида Абулфейз-хана, Хайдар повелел читать хутбу и бить монету в своё имя.

## Внутренняя политика
Хайдар также короновался в Самарканде, взойдя на тронный камень Кукташ. Во время правления эмира Хайдара большое влияние приобрел Хаким кушбеги из мангытов.
В юридических документах эмира Хайдара помещалась надпись на узбекском языке: Абдаллах Амир Хайдар султан саййид сузумиз (наше слово эмира Хайдара).
В начале XIX в. в состав Бухарского эмирата, кроме долины Зеравшана, Кашка-Дарьи, входила также Мервский оазис. Бухаре же принадлежала значительная часть современного Афганского Туркестана, а также ряд районов нынешнего Таджикистана, временами также Ходжент (Ленинабад), Ура-Тюбе и некоторые мелкие горные владения в верховьях Зерафшанa.
В 1801 году губернатором Самарканда эмир Хайдар назначил гуляма Давлата, который до этого был наместником в Гузаре. В 1817 году эмир Хайдар завоевал Балх, позже были подчинены другие владения к югу от Амударьи — Маймана, Бадахшан и Кундуз. Но в 1822 году был потерян Мерв, захваченный хивинским ханом Мухаммад Рахимом..
В 1825 году эмир Хайдар заключил мир с правителем Ургута Каттабеком. Его дочь была выдана замуж за сына эмира Хайдара — Насруллу.
По данным Ахмада Дониша, эмир Хайдар «столкнувшись с раздорами и племенными междоусобицами, усмирил старшин и глав племён и стал после этого спокойно править». Вместо узбекских вождей на государственные должности были назначены иноземцы. «На первый взгляд подобные действия казались спасительными для государства, но впоследствии они принесли очень большой вред окраинам страны, так как во время правления его сына, эмира Насрулло, эти старшины и главы племён не могли выполнять никаких обязанностей и отдавали области врагам».
Эмир Хайдар как государь и полководец не отличался особым талантом. Он увлекался изучением богословия и слыл большим учёным в этой области. При дворцовой мечети в арке он открыл медресе и сам был одним из преподавателей. По каждой богословской дисциплине эмир имел до 500 учеников.
Период царствования эмира Хайдара богат событиями. Ему пришлось подавлять мятеж китай-кипчаков на Мианкале, кенегесов в Шахрисабзе, горцев в Хисаре и т. д.

## Наука и культура в эпоху Эмира Хайдара
В эпоху эмира Хайдара в Бухаре были построены десятки медресе, мечетей. Одним из необычных медресе было Чор Минор, построенное в 1807 году.
Известными историками эпохи эмира Хайдара были: Мирза Садык мунши,Мухаммед Якуб ибн Даниялбий, Мухаммад Шариф ибн Мухаммад Наки.

## Внешняя политика
Эмир Хайдар поддерживал оживлённые дипломатические связи с Российской империей и Османской империей.
В 1801 году его посол Мирза ходжа Сабир прибыл в Стамбул.
В 1803 году бухарский посол Ишмухаммад Байкишиев был принят российским императором Александром I в Санкт-Петербурге.
В 1815 году бухарский посол Мухаммад Юсуф диванбеги прибыл в Санкт-Петербург, чтобы поздравить российского императора в связи с победой над Наполеоном.

## Смерть
После смерти эмира Хайдара на престол был возведён его старший сын Мир Хусейн (1797—1826). Он процарствовал всего лишь два месяца и четырнадцать дней (октябрь-декабрь 1826 года). По некоторым данным, он был отравлен Хакимом кушбеги.
Накануне смерти он оставил престол своему брату — второму сыну Хайдара Умару (декабрь 1826 — апрель 1827 гг.). Вскоре его брат Насрулла захватил власть и в апреле 1827 года взошел на престол.